# Музей Чарторыйских
Музей Чарторыйских — художественное собрание в составе Национального музея в Кракове.
Среди экспонатов коллекции — «Дама с горностаем» Леонардо да Винчи, две картины Рембрандта; несколько предметов старины, в том числе скульптуры; гобелены и другие произведения декоративно-прикладного искусства эпохи Возрождения; картины Ганса Гольбейна Младшего, Якоба Йорданса, Луки Джордано, Питера Брейгеля Младшего, Дирика Баутса, Йоса ван Клеве, Лоренцо Лотто, Лукаса Кранаха Младшего, Лоренцо Монако, Андреа Мантенья, Алессандро Маньяско и Мастера женских полуфигур.

## История
Музей основан в 1878 году как продолжение первого в Польше художественного музея, учреждённого в 1796 году княгиней Изабеллой Чарторыйской на площадях резиденции Чарторыйских в Пулавах. Реликвии патриотического свойства занимали открытый для посещения в 1801 году «храм Сивиллы» (небольшая ротонда в парке).
Значительнейшие экспонаты были привезены в Пулавы из Италии сыном Изабеллы, Адамом Ежи Чарторыйским, в 1798 году. К их числу относятся, помимо римских древностей, «Дама с горностаем» Леонардо да Винчи и «Портрет молодого человека» кисти Рафаэля (утрачен во время Второй мировой войны).
После эмиграции Чарторыского в Париж его художественные сокровища нашли пристанище в отеле Ламбер. Многие экспонаты перешли в другие местности и заграничные музеи, частью исчезли во время многочисленных погромов, которым подверглись Пулавы в XIX веке.
Франко-прусская война вынудила его сына Владислава оставить Париж и искать убежища в Австро-Венгрии. Тогда-то, в 1870-е годы, его художественное собрание и водворилось в старинном здании краковского арсенала.